# Lego Harry Potter: Years 1–4
Lego Harry Potter: Years 1-4 (с англ. — «Lego Гарри Поттер: Годы 1—4») — компьютерная игра в жанре аркады, разработанная Traveller's Tales и изданная Warner Bros. Interactive Entertainment совместно с Electronic Arts. Была выпущена в июне 2010 года. В России и странах СНГ издателем является компания «Новый Диск».
Сюжет игры основан на первых четырёх книгах о Гарри Поттере — «Философский камень», «Тайная комната», «Узник Азкабана» и «Кубок огня». Игровой процесс и графическое оформление выполнено в стиле предыдущих Lego-игр компании Traveller’s Tales.

## Игровой процесс
Игровой процесс Lego Harry Potter схож с таковым в предыдущих Lego-играх компании Traveller's Tales, например, Lego Star Wars. Предполагаются аркадные элементы; использование заклинаний для решения задачек. Часть заклинаний доступны с самого начала, другие же будут доступны к использованию лишь по ходу игры. Так, заклинание Вингардиум Левиоса, которое смогут использовать все персонажи, позволяет поднимать и передвигать по уровню Лего-кубики. Другая игровая особенность — создание волшебных снадобий, которые помогут игроку проходить уровни, однако при частом использовании могут проявиться побочные эффекты, например, игрок может превратиться на время в лягушку.
Однопользовательский режим повторяет сюжет книг и одноимённых кинофильмов, в то же время, в многопользовательском режиме можно играть второстепенными персонажами из книги, например, некоторыми учителями.

### Заклинания
Заклинания в игре открываются по мере их изучения и прохождения уровней на их использования. Заклинания меняются при длительном нажатии кнопки смены персонажей, а также покупаются (например, в Дырявом котле). После нажатия, появляется дисплей с восемью окошками, каждое из которых содержит своё заклинание, доступное для применения.

### Зелья
В игре существует несколько зелий, помогающих в различных ситуациях. Котлы с зельями (компоненты для которых находятся на той же локации, где и котёл) находятся по всему Хогвартсу, а также по Косому переулку.

### Персонажи
В игре присутствует 167 персонажей, от главных (Гарри Поттер, Рон Уизли, Гермиона Грейнджер, Рубеус Хагрид, Профессор Дамблдор, и др.) до фигурировавших в книгах и одноимённых фильмах как эпизодические (Крюкохват, Мадам Помфри, Майкл Корнер, Амос Диггори и др).
В отличие от предыдущих игр, здесь игровой процесс от начала и до конца предусматривает чередование персонажей, однако поначалу открыты лишь Гарри Поттер, Рон Уизли и Гермиона Грейнджер (в школьной форме), других персонажей необходимо «открыть», найдя его значок во время прохождения задания или исследуя Xoгвартс.
Некоторые персонажи имеют несколько вариантов одежды, к примеру: обычная, форма Хогвартса, форма для игры в квиддич, костюм Пожирателя смерти. Больше всего костюмов доступно при игре за Гарри Поттера — 5. При желании, игрок может одеть персонажа в любую одежду, для этого в игре присутствуют 2 специальные ячейки. Каждый персонаж имеет отдельные способности: 9 персонажей — способности привидений, 3 персонажа — гоблинов, 8 персонажей — змееустов. Многие персонажи имеют магические способности, должности учителей и старост, огромную силу. Способности нужны для выполнения особых задач.
Особые стойки
В игре присутствуют особые стойки, которые при использовании персонажем с особыми способностями помогают в прохождении игры. Существует четыре вида стоек: зелёные с головой змеи — для змееустов; красно-коричневые в виде шкафа — для учителей и Гермионы Грейнджер; жёлто-коричневые с виде сейфа — для гоблинов; карие, в виде часов — для персонажей с маховиками времени.

## Разработка и выход
Первый видеоролик игры был опубликован в день официального анонса, первого июля 2009 года. На протяжении года вышло несколько других трейлеров.
В конечном итоге, релиз игры состоялся 25 июня 2010 года на территории Европы и 29 июня 2010 года — в Северной Америке и Австралии — для персонального компьютера и всех основных, на тот момент, консолей. Русская версия, издаваемая компанией «Новый Диск», вышла 8 июля 2010 года. Спустя год игра вышла на Mac. В 2016 году игра была выпущена вместе с сиквелом на приставке PlayStation 4 в составе сборника Lego Harry Potter Collection, а также для портативных устройств с системами iOS и Android. В 2018 году сборник вышел на консоли Nintendo Switch и Xbox One. 1 сентября 2024 года был анонсирован порт сборника для консолей девятого поколения и ПК с датой выхода 8 октября этого же года.

## Рецензии и оценки
| Сводный рейтинг    | Сводный рейтинг                         |
| Агрегатор          | Оценка                                  |
| ------------------ | --------------------------------------- |
| GameRankings       | X360: 80,93 % PS3: 79,70 % Wii: 78,79 % |
| Metacritic         | 80/100                                  |
| Иноязычные издания |                                         |
| Издание            | Оценка                                  |
| 1UP.com            | B+                                      |
| GameRevolution     | B-                                      |
| GameSpot           | 8/10                                    |
| IGN                | 8.5/10                                  |
| ONM                | 80%                                     |
| VideoGamer         | 8/10                                    |

Игра получила в целом положительные отзывы.